# Javier Lazpiur
Javier o Xabier Lazpiur Artabe es un exciclista profesional español. Nació en Vergara (Guipúzcoa) el 2 de febrero de 1970. Fue profesional entre 1991 y 1995 ininterrumpidamente.
Tras destacar en el campo amateur, logrando entre otros grandes puestos la segunda plaza en la clasificación final de la Vuelta a Navarra de 1990, debutó en el equipo Banesto, en el que permaneció tres temporadas. Posteriormente fichó por el equipo Euskadi hasta su retirada al finalizar la temporada 1995.

## Palmarés
No obtuvo victorias en el campo profesional.

## Resultados en Grandes Vueltas y Campeonato del Mundo
Durante su carrera deportiva ha conseguido los siguientes puestos en las Grandes Vueltas y en los Campeonatos del Mundo en carretera:
| Carrera         | 1991 | 1992 | 1993 | 1994 | 1995 |
| --------------- | ---- | ---- | ---- | ---- | ---- |
| Giro de Italia  | -    | -    | -    | -    | -    |
| Tour de Francia | -    | -    | -    | -    | -    |
| Vuelta a España | -    | -    | -    | -    | -    |
| Mundial en Ruta | -    | -    | -    | -    | -    |

-: No participa

Ab.: Abandono

## Equipos
- Banesto (1991-1993)
- Euskadi (1994-1995)